# 미나미오가와촌
미나미오가와촌(일본어: 南小川村)은 일본 나가노현 가미미노치군에 있던 촌이다. 현재의 오가와촌에 해당한다.

## 역사
- 1889년 4월 1일 - 정촌제 시행에 의해 2촌의 구역을 확장해 성립하였다.
- 1955년 4월 1일 - 기타오가와촌과 합병해 오가와촌이 성립하여, 동일 미나미오가와촌은 폐지되었다.

## 교통

### 도로
- 오마치 가도 (현 나가노현도 제13호선)

## 참고문헌
- 角川日本地名大辞典 20 長野県